# Massilly
Massilly és un municipi francès, situat al departament de Saona i Loira i a la regió de Borgonya - Franc Comtat. L'any 2007 tenia 372 habitants.

## Demografia

### Població
El 2007 la població de fet de Massilly era de 372 persones. Hi havia 152 famílies, de les quals 32 eren unipersonals (20 homes vivint sols i 12 dones vivint soles), 60 parelles sense fills, 56 parelles amb fills i 4 famílies monoparentals amb fills.
La població ha evolucionat segons el següent gràfic:
Habitants censats

### Habitatges
El 2007 hi havia 188 habitatges, 152 eren l'habitatge principal de la família, 26 eren segones residències i 9 estaven desocupats. 176 eren cases i 11 eren apartaments. Dels 152 habitatges principals, 115 estaven ocupats pels seus propietaris, 35 estaven llogats i ocupats pels llogaters i 2 estaven cedits a títol gratuït; 1 tenia una cambra, 5 en tenien dues, 27 en tenien tres, 53 en tenien quatre i 66 en tenien cinc o més. 120 habitatges disposaven pel capbaix d'una plaça de pàrquing. A 66 habitatges hi havia un automòbil i a 78 n'hi havia dos o més.

### Piràmide de població
La piràmide de població per edats i sexe el 2009 era:
| Homes | Edats   | Dones |
| ----- | ------- | ----- |
| 0     | 95 o +  | 0     |
| 4     | 90 a 94 | 0     |
| 0     | 85 a 89 | 0     |
| 0     | 80 a 84 | 0     |
| 4     | 75 a 79 | 0     |
| 0     | 70 a 74 | 8     |
| 8     | 65 a 69 | 4     |
| 8     | 60 a 64 | 24    |
| 4     | 55 a 59 | 0     |
| 24    | 50 a 54 | 16    |
| 16    | 45 a 49 | 20    |
| 8     | 40 a 44 | 8     |
| 32    | 35 a 39 | 20    |
| 8     | 30 a 34 | 8     |
| 8     | 25 a 29 | 20    |
| 8     | 20 a 24 | 8     |
| 8     | 15 a 19 | 8     |
| 12    | 10 a 14 | 20    |
| 12    | 5 a 9   | 20    |
| 0     | 0 a 4   | 8     |

## Economia
El 2007 la població en edat de treballar era de 252 persones, 190 eren actives i 62 eren inactives. De les 190 persones actives 175 estaven ocupades (97 homes i 78 dones) i 15 estaven aturades (6 homes i 9 dones). De les 62 persones inactives 23 estaven jubilades, 11 estaven estudiant i 28 estaven classificades com a «altres inactius».

### Ingressos
El 2009 a Massilly hi havia 158 unitats fiscals que integraven 393 persones, la mediana anual d'ingressos fiscals per persona era de 18.811 €.

### Activitats econòmiques
Dels 15 establiments que hi havia el 2007, 1 era d'una empresa de fabricació de material elèctric, 3 d'empreses de fabricació d'altres productes industrials, 3 d'empreses de construcció, 1 d'una empresa de transport, 2 d'empreses d'hostatgeria i restauració, 2 d'empreses d'informació i comunicació, 1 d'una empresa immobiliària i 2 d'empreses classificades com a «altres activitats de serveis».
Dels 6 establiments de servei als particulars que hi havia el 2009, 2 eren tallers de reparació d'automòbils i de material agrícola, 2 paletes, 1 fusteria i 1 restaurant.
L'any 2000 a Massilly hi havia 6 explotacions agrícoles.

## Equipaments sanitaris i escolars
El 2009 hi havia una escola elemental.

## Poblacions més properes
El següent diagrama mostra les poblacions més properes.